# Abraxas pulchra
Abraxas pulchra là một loài bướm đêm trong họ Geometridae.